# آرتزرجرانده
آرتزرجرانده (به ایتالیایی: Arzergrande) یک کومونه در ایتالیا است که در استان پادووا واقع شده‌است.

## خصوصیات
آرتزرجرانده ۱۳٫۶ کیلومترمربع مساحت و ۴٬۲۵۷ نفر جمعیت دارد.